# Arcadia (festival)
Pour les articles homonymes, voir Arcadia.
Arcadia était un festival de jeux vidéo qui se déroulait à Montréal, au Canada, depuis 2005,. Sa dernière édition s'est tenue en 2008. Le festival réunissait des activités liées aux jeux vidéo et à la culture numérique. Les compagnies de jeu vidéo y étaient représentées. Des activités culturelles, des activités de réseautage et de formation se tenaient en marge de l'événement.